# Liste der Kreisstraßen im Landkreis Teltow-Fläming
Die Liste der Kreisstraßen im Landkreis Teltow-Fläming ist eine Auflistung der Kreisstraßen im brandenburgischen Landkreis Teltow-Fläming.

## Abkürzungen
- K: Kreisstraße
- L: Landesstraße

## Liste
Die Kreisstraßen behalten die ihnen zugewiesene Nummer nicht bei einem Wechsel in einen anderen Landkreis oder in eine kreisfreie Stadt. Nicht vorhandene bzw. nicht nachgewiesene Kreisstraßen werden in Kursivdruck gekennzeichnet, ebenso Straßen und Straßenabschnitte, die unabhängig vom Grund (Herabstufung zu einer Gemeindestraße oder Höherstufung) keine Kreisstraßen mehr sind.
Der Straßenverlauf wird in der Regel von Nord nach Süd und von West nach Ost angegeben.
| Nr.    | Verlauf |
| ------ | --- |
| K 7203 | Kolpien – Schöna – K 7204 – Kreisgrenze – (K 6255 im Landkreis Elbe-Elster)                                            |
| K 7204 | K 7203 in Schöna – Kreisgrenze – (K 6256 im Landkreis Elbe-Elster)                                                     |
| K 7205 | L 71 in Bollensdorf – Kreisgrenze – (K 6254 im Landkreis Elbe-Elster)                                                  |
| K 7206 | Mehlsdorf – Kreisgrenze – (K 6253 im Landkreis Elbe-Elster)                                                            |
| K 7207 | L 713/L 714 in Weißen – Bärwalde – Rinow – Kreisgrenze – (K 6252 im Landkreis Elbe-Elster)                             |
| K 7208 | L 70 in Niebendorf-Heinsdorf – in Hohenseefeld                                                                         |
| K 7209 | L 715 in Zellendorf – Körbitz – Welsickendorf – – Gräfendorf – in Werbig                                               |
| K 7210 | L 81 in Jüterbog – Bochow – L 715 in Langenlipsdorf                                                                    |
| K 7211 | L 811 in Oehna – L 715 in Langenlipsdorf                                                                               |
| K 7212 | L 81 in Gölsdorf – Landesgrenze – (K 2239 im Landkreis Wittenberg, Sachsen-Anhalt)                                     |
| K 7213 | (K 2013 im Landkreis Wittenberg, Sachsen-Anhalt) – Landesgrenze – Wergzahna – K 7214 – L 82 in Schönefeld bei Marzahna |
| K 7214 | K 7213 in Wergzahna – Landesgrenze – (K 2014 im Landkreis Wittenberg, Sachsen-Anhalt)                                  |
| K 7215 | L 82 in Kurzlipsdorf – Danna – Eckmannsdorf – Lindow – L 812 in Malterhausen                                           |
| K7216  | B101 – Luckenwalde – Woltersdorf – B101                                                                                |
| K 7218 | L 80 in Zülichendorf – Felgentreu – L 80 in Frankenförde                                                               |
| K 7219 | L 73 in Dobbrikow – Nettgendorf – L 80 in Zülichendorf                                                                 |
| K 7220 | in Löwendorf – Ahrensdorf – Märtensmühle – Liebätz – K 7221 – Ruhlsdorf – in Luckenwalde                               |
| K 7222 | L 73 in Luckenwalde – Gottow – K 7223 – L 70 in Schönefeld bei Luckenwalde                                             |
| K 7223 | – Scharfenbrück – Schöneweide – K 7222 in Gottow                                                                       |
| K 7225 | in Baruth/Mark – Radeland – Dornswalde – Kreisgrenze – (K 6150 im Landkreis Dahme-Spreewald)                           |
| K 7226 | L 70 in Sperenberg – in Neuhof bei Zossen                                                                              |
| K 7227 | L 70 in Kummersdorf – K 7228 – Rehagen – L 79 in Mellensee                                                             |
| K 7228 | K 7227 in Rehagen – L 70 in Sperenberg                                                                                 |
| K 7229 | – Gadsdorf – L 70 |
| K 7232 | (K 6904 im Landkreis Potsdam-Mittelmark) – Kreisgrenze – Gröben – L 793 – K 7233 – Großbeuthen –                       |
| K 7233 | L 795 – K 7232 |
| K 7235 | (K 6155 im Landkreis Dahme-Spreewald) – Kreisgrenze – L 745 in Gallun                                                  |
| K 7236 | in Groß Machnow – Kreisgrenze – (K 6157 im Landkreis Dahme-Spreewald)                                                  |
| K 7238 | Glasow – – Kreisgrenze – (K 6169 im Landkreis Dahme-Spreewald)                                                         |
| K 7239 | L 76 – L 40 in Diedersdorf                                                                                             |
| K 7241 | L 76 in Birkenhain – Großbeeren – L 40 – Genshagen – Löwenbruch – L 79                                                 |